# Joe Holmes
Joe Holmes (11 de junho de 1963) é um guitarrista de heavy metal. Nascido em Nova Jersey, ele teve aulas com o guitarrista Randy Rhoads em 1979. Em 1983 Holmes se juntou a uma banda de Los Angeles chamada Terriff. Holmes deixou Terriff para se juntar ao Lizzy Borden em 1987. Ele deixou Lizzy Borden em 1988 e voltou ao Terriff, ficando com eles até 1990.
Em seguida, Holmes, substituiu Jason Becker, que fora diagnosticado com ELA, na banda de David Lee Roth em 1990 durante a gravação do álbum A Little Ain't Enough.
Em 1995, depois de Ozzy Osbourne haver terminado a gravação do álbum Ozzmosis, um substituto para Zakk Wylde era necessário para a turnê. Holmes fez teste e conseguiu o emprego. Holmes não mencionou que ele havia tomado aulas de Randy Rhoads (ex-guitarrista do Ozzy), pensando que isso iria prejudicar suas chances no trabalho. Holmes fez a turnê de Ozzmosis com Ozzy. Ele começou a turnê em 05 de setembro no Estádio Monumental, Argentina, América do Sul.
Holmes deixou a banda em 1998. E voltou em 2000 para a turnê Ozzfest. Holmes deixou a banda durante a produção e gravação do álbum Down to Earth. Mesmo sem ter tocado no álbum, as canções "Facing Hell", "Junkie" e "That I Never Had", que foram co-escritas por Holmes, aparecem neste álbum. A única música do seu trabalho com Ozzy que foi lançada é "Walk on Water", que apareceu pela primeira vez na trilha sonora do filme "Beavis and Butt-Head do America", antes de sair no disco bônus para a compilação de Ozzy, de 1997, "The Ozzman Cometh" e "Perry Mason" ao vivo no CD "Ozzfest Live" de 1997.

## Discografia

### Com Lizzy Borden
- Visual Lies (1987)
- Best of Lizzy Borden (1994)

### Com Ozzy Osbourne
- "Walk on Water"

### ComMass Mental
- How To Write Love Songs (1999)
- Live In Tokyo (1999)

### Other
- Ozzfest Live (1997)

A turnê Ozzmosis começou em 26 de Agosto de 1995 em Monterrey, México.